# Ščetinorepke
Ščetinorepke (znanstveno ime Zygentoma oz. Thysanura s str.; grško thysano - ščetina + ura - rep) so majhne nekrilate žuželke, velike 5-20 mm.
So med najprimitivnejšimi danes živečimi žuželkami in po mnenju nekaterih predstavljajo predniško obliko krilatih žuželk. Imajo nepopolno preobrazbo. Ličinke so zelo podobne odraslim živalim, razen po velikosti. Večajo se z levitvami, dokler ne dosežejo spolne zrelosti. Takrat se rast ustavi, vendar kljub temu ščetinorepke nadaljujejo z levitvami, tako da se lahko v življenju levijo tudi do štiridesetkrat. Živijo približno 4 leta.
Imajo dolge, nitaste tipalnice s po več 10 členi. Zadek ima enajst členov in se konča s tremi "repi" - dvema cerkoma in terminalnim filumom. Na sedmem, osmem in devetem členu so kratke okončine, ki naj bi bile ostanek nog primitivnejših mnogočlenarjev.
Ščetinorepke ne kopulirajo. Samec odloži paket semenčic (spermatofor), ki ga samica pobere z vaginalno odprtino.

## Ekologija
Red je kozmopolitski, njegovi predstavniki živijo po vsem svetu. Vezani so na vlago in temo, zato jih po navadi najdemo v temnih, vlažnih kotičkih - pod kamni in listjem, v mahu, v kleteh ter shrambah človeških bivališč ipd. Prehranjujejo se s škrobom in drugimi polisaharidi rastlinskega izvora, nekatere vrste pa so omnivore.
Med njimi najdemo tudi jamske predstavnike - troglobionte, vezane na območje ene jame ali jamskega sistema. Ti so potencialno ogroženi zaradi ranljivosti podzemnih habitatov.

## Sistematika in predstavniki
Poleg družin Lepidothrichidae, Nicoletiidae, Lepismatidae in Maindroniidae (red Thysanura s. str.), je red vključeval tudi t. i. »skakajoče ščetinorepke« - družini Machilidae in Meinertellidae, ki ju po sodobnejši klasifikaciji uvrščamo med pračeljustnice (red Archaeognatha). Thysanura s. lat. (=sensu lato, v širšem pomenu besede), ki vključuje vseh šest družin, je tako polifiletska skupina in se kot taka ne uporablja več. Da bi se izognili dvoumnosti namesto starega imena novejši viri uporabljajo ime Zygentoma. Genetske in morfološke analize kažejo, da so ščetinorepke najbližji sorodniki letečih žuželk.

#### Srebrna ribica
Navadna srebrna ribica (znanstveno ime Lepisma saccharina Linnaeus, 1758) je med najprepoznavnejšimi vrstami ščetinorepk. Sodi v družino srebrnih ribic (Lepismatidae). Slovensko ime je dobila po srebrnkastem lesku luskic, ki prekrivajo njeno telo, in zvijanju telesa pri hoji, ki spominja na ribje plavanje.

## Pomen za človeka
Človeku večinoma ne delajo posebne koristi ali škode. Srebrne ribice, ki najdejo zavetje v človeških bivališčih, lahko delajo škodo na predmetih iz papirja in kartona ter v shrambah na hrani. 

### Odstranjevanje
Najboljši način za odstranitev srebrnih ribic je zmanjšanje stopnje vlage v prostoru, kjer najdejo hrano. Delujejo tudi insekticidi s širokim spektrom delovanja. Začasna rešitev je, da jih poberemo z navlaženo krtačo ali pustimo prerezan surov krompir čez noč v kotu ali pod omaro ter zjutraj poberemo srebrne ribice, ki so se prišle hranit nanj.